# 烏赫利亞斯齊河
烏赫利亞斯齊河（白俄羅斯語：Ухлясць）是白俄羅斯的河流，屬於第聶伯河的左支流，河道全長48公里，流域面積478平方公里，流經奧爾沙-莫吉廖夫平原，每年十二月至翌年三月結冰。